# Rhombognathus magnirostris
Rhombognathus magnirostris är en kvalsterart som beskrevs av Édouard Louis Trouessart 1889. Rhombognathus magnirostris ingår i släktet Rhombognathus och familjen Halacaridae. Arten är reproducerande i Sverige. Inga underarter finns listade i Catalogue of Life.